# Rodiño Pequeño
Rodiño Pequeño (en gallego y oficialmente, Rodiño Pequeno) es una localidad española situada en la parroquia de Sergude, del municipio de Boqueijón, en la provincia de La Coruña, Galicia.

## Demografía
| Gráfica de evolución demográfica de Rodiño Pequeno entre 2011 y 2021 |
|                                                                      |
| Datos según el nomenclátor publicado por el INE.                     |